# Rorschwihr
Rorschwihr (Duits: Rorschweier) is een gemeente in het Franse departement Haut-Rhin (regio Grand Est) en telt 366 inwoners (1999).

## Geschiedenis
De gemeente maakte deel uit van het kanton Ribeauvillé tot dit in 2014 werd opgeheven en de gemeenten werden opgenomen in het kanton Sainte-Marie-aux-Mines. in 2015 werd ook het arrondissement Ribeauvillé opgeheven en werden de gemeente opgenomen in het nieuwe arrondissement Colmar-Ribeauvillé.

## Geografie
De oppervlakte van Rorschwihr bedraagt 2,5 km², de bevolkingsdichtheid is 146,4 inwoners per km².
De onderstaande kaart toont de ligging van Rorschwihr met de belangrijkste infrastructuur en aangrenzende gemeenten.

## Demografie
Onderstaande figuur toont het verloop van het inwonertal (bron: INSEE-tellingen).